# Опсада Цариграда (1422)
Опсада Цариграда 1422. године одиграла се због ушешћа Манојла II, византијског цара, у борби за султанов престо насталих након смрти Мехмеда I 1421. године. Нови султан Мурат II је за одмазду извршио опсаду византијске престонице.

## Опсада
За опсаду је Мурат по први пут користио топове. Обе стране биле су једнаке по технолошкој опремљености. Турци су морали да граде барикаде како би се заштитили од напада византијских топова. Браниоци Цариграда су на крају однели победу. Победа се према византијској традицији приписује Пресветој Богородици. Упркос победи, Источно римско царство је било сведено на Цариград са ужом околином. Царство се морало суочити са мањком људства и ратне опреме, па је папа Пије II покушавао приволити западне земље да по приступачној цени продају Византији топове и друго оружје. Сви топови које је Византија поседовала након 1422. године били су поклони европских земаља. Сем тога није учињен значајнији корак ка побољшању војске. Због тога је следећен османском султану, Мехмеду II Освајачу било лако да 1453. године освоји византијску престоницу.